# Малышовка (Староконстантиновский район)
Малышовка (укр. Малишівка) — село в Староконстантиновском районе Хмельницкой области Украины.
Население по переписи 2001 года составляло 185 человек. Почтовый индекс — 31137. Телефонный код — 3854. Занимает площадь 0,935 км². Код КОАТУУ — 6824283902.

## Местный совет
31137, Хмельницкая обл., Староконстантиновский р-н, с. Малашівка тел.